# Horouta aristarche
Horouta aristarche är en insektsart som beskrevs av George Willis Kirkaldy 1907. Horouta aristarche ingår i släktet Horouta och familjen dvärgstritar. Inga underarter finns listade i Catalogue of Life.